# Букет (сорт грозде)
Вижте пояснителната страница за други значения на Букет.
Букет е хибриден червен винен сорт грозде, създаден в опитното лозе в гр.Септември чрез кръстосване на сортовете Мавруд и Пино ноар през 1951 г.
Проучен е в Института по лозарство и винарство в Плевен и е утвърден като нов сорт от Държавната сортова комисия. Разпространен е в Русия по долното течение на река Дон.
Среднозреещ сорт. Гроздето узрява в средата на септември. Лозите имат силен растеж. Сравнително устойчив на напукване и сиво гниене. Устойчив на ниски температури, не устойчив на филоксера и гъбични заболявания. Чувствителен на засушаване. Има много добра родовитост: средния добив от лоза е 4,2 кг, а от декар: 1150 – 2000 кг.
Гроздът е средно голям (100 – 150 г.), коничен, крилат, полусбит. Зърната са дребни (1,2 г.), сферични, тъмносини, покрити с дебел восъчен налеп. Кожицата е дебела, жилава. Вътрешността е месеста, с хармоничен вкус.
Гроздето има подходящо съдържание на захари (21 – 24 %) и киселини (6,8 г./л.), екстрактни и багрилни вещества за получаване на интензивно оцветени, екстрактни, достатъчно алкохолни и с хармоничен, приятен вкус трапезни и десертни вина.